# Christoph Waltz
Christoph Waltz (Viena, 4 de outubro de 1956) é um ator austríaco duas vezes vencedor do Oscar de melhor ator coadjuvante.

## Biografia
Waltz nasceu em Viena, Áustria, filho dos desenhistas Johannes Waltz e Elisabeth Urbancic. Seus avôs também eram atores e seus bisavôs trabalhavam num cinema.
Waltz é fluente em alemão, francês, e inglês e fala os três idiomas em "Inglorious Basterds" (em Portugal "Sacanas sem Lei", no Brasil "Bastardos Inglórios"). Apesar de também falar italiano no filme, ele revelou que não domina o idioma. É divorciado e tem quatro filhos. Em 2020, vivia em Londres e Los Angeles. Um de seus filhos é rabino em Israel.

### Carreira
Waltz estudou representação no Seminário Max Reinhardt, em Viena e no Instituto de Cinema e Teatro Lee Strasberg, em Nova Iorque. Começou com peças, atuando em teatros como o Schauspielhaus Zürich de Zurique, o Burgtheater de Viena e no Festival de Salzburgo. Ascendeu atuando na televisão e, em 2000, dirigiu seu primeiro filme, a produção televisiva Wenn man sich traut.
Em 2009, no filme Inglourious Basterds, de Quentin Tarantino, Waltz encarnou o Standartenführer Hans Landa, também conhecido como "O Caçador de Judeus". Por este trabalho, ele foi agraciado com o prêmio de melhor ator no Festival de Cannes de 2009 e foi bem recebido pelos críticos e pelo público em geral. Tarantino reconheceu a importância de Waltz para seu filme, afirmando: "Acho que Landa é um dos melhores personagens que já escrevi e hei de escrever e Christoph o fez tão bem… realmente, se não encontrasse alguém tão bom quanto Christoph, talvez não tivesse feito Inglourious Basterds."
Com Inglourious Basterds ganhou varios prêmios de melhor ator coadjuvante, incluindo o Globo de Ouro, o Prémio Screen Actors Guild, o BAFTA e o Oscar
Em 2012, no filme Django Unchained, este também de Quentin Tarantino, Waltz fez o papel de Dr. King Schultz, um caçador de recompensas alemão, papel pelo qual foi agraciado com o Oscar, o BAFTA e o Globo de Ouro, todos de melhor ator coadjuvante.

## Filmografia

### Cinema
| Ano  | Filme                                               | Papel                   | Notas        |
| ---- | --------------------------------------------------- | ----------------------- | ------------ |
| 1981 | Kopfstand                                           | Markus Dorn             |              |
| 1982 | Fire and Sword                                      | Tristan                 |              |
| 1986 | Wahnfried                                           | Nietzsche               |              |
| 1991 | "São Maximiliano Kolbe - O Mártir da caridade       |                         |              |
| 1995 | Catherine the Great                                 | Mirovich                |              |
| 2000 | Death, Deceit and Destiny Aboard the Orient Express | Brian                   |              |
| 2000 | Ordinary Decent Criminal                            | Peter                   |              |
| 2000 | Falling Rocks                                       | Louis                   | TV           |
| 2007 | Die Zürcher Verlobung - Drehbuch zur Liebe          | Frank 'Büffel' Arbogast | TV           |
| 2007 | Die Verzauberung                                    | Dr. Helmut Bahr         | TV           |
| 2008 | Das Geheimnis im Wald                               | Hans Kortmann           | TV           |
| 2008 | Todsünde                                            | Sebastian Flies         | TV           |
| 2008 | Das jüngste Gericht                                 | Peters                  | TV           |
| 2009 | Inglourious Basterds                                | Cel. Hans Landa         |              |
| 2010 | The Green Hornet                                    | Chudnofsky              |              |
| 2011 | Water for Elephants                                 | August                  |              |
| 2011 | Carnage                                             | Alan Cowan              |              |
| 2011 | The Three Musketeers                                | Cardeal de Richelieu    |              |
| 2012 | Django Unchained                                    | Dr. King Schultz        |              |
| 2013 | Epic                                                | Mandrake                |              |
| 2014 | Muppets Most Wanted                                 | ele próprio             |              |
| 2014 | The Zero Theorem                                    | Qohen Leth              |              |
| 2014 | Horrible Bosses 2                                   | Bert Hanson             |              |
| 2014 | Big Eyes                                            | Walter Keane            |              |
| 2015 | Spectre                                             | Ernst Stavro Blofeld    |              |
| 2016 | The Legend of Tarzan                                | Léon Rom                |              |
| 2017 | Tulip Fever                                         | Cornelis Sandvoort      |              |
| 2017 | Downsizing                                          | Dusan Mirkovic          |              |
| 2018 | Alita: Battle Angel                                 | Dr. Dyson Ido           | Pós-produção |
| 2018 | Georgetown                                          | Albrecht Muth           | Ele mesmo    |
| 2020 | Rifkin's Festival                                   | Morte                   |              |
| 2021 | 007 - No time to die                                | Ernst Stravo Blofeld    |              |
| 2022 | Guillermo del Toro's Pinocchio                      | Count Volpe             | Voz          |
| 2022 | Dead for a Dollar                                   | Max Borlund             |              |
| 2023 | The Portable Door                                   | Humphrey Wells          |              |

### Televisão
| Ano  | Título                                                    | Papel                      | Notas                                      |
| ---- | --------------------------------------------------------- | -------------------------- | ------------------------------------------ |
| 1977 | Am dam des                                                | (singer)                   |                                            |
| 1977 | Der Einstand                                              | Gunther Vesley             | Filme televisivo                           |
| 1979 | Feuer!                                                    | Karl Albrecht Schlick      | Filme televisivo                           |
| 1979 | Parole Chicago                                            | Eduard "Ede" Bredo         | 13 Episódios                               |
| 1982 | The Mysterious Stranger                                   | Ernst Wasserman            | Filme televisivo                           |
| 1982 | Dr. Margarete Johnsohn                                    | Rainer                     | Filme televisivo                           |
| 1983 | Der Sandmann                                              | Nathanael                  | Filme televisivo                           |
| 1985 | Ein Fall für zwei                                         | Alf                        | Episódio: "Blutsbande"                     |
| 1986 | The Old Fox                                               | Hans Baumeister            | Episódio: "Zwei Leben"                     |
| 1986 | Derrick                                                   | Eberhard Bothe             | Episódio: "Schonzeit für Mörder"           |
| 1986 | Lenz oder die Freiheit                                    | Franz Sigel                | Minissérie                                 |
| 1987 | Tatort                                                    | Inspektor Passini          | Episódio: "Wunschlos tot"                  |
| 1987 | Das andere Leben                                          | Stefan                     | Filme televisivo                           |
| 1988 | The Alien Years                                           | Stefan Mueller             | Filme televisivo                           |
| 1988 | Derrick                                                   | Schumann                   | Episódio: "Mord inklusive"                 |
| 1989 | Goldeneye                                                 | German spy                 | Filme televisivo                           |
| 1990 | The Gravy Train                                           | Dr. Hans-Joachim Dorfmann  | 4 Episódios                                |
| 1990 | The Old Fox                                               | Christian Kamp             | Episódio: "So gut wie tot"                 |
| 1991 | The Gravy Train Goes East                                 | Dr. Hans-Joachim Dorfmann  | 4 Episódios                                |
| 1992 | 5 Zimmer, Küche, Bad                                      | Hartwig Klemmnitz          | Filme televisivo                           |
| 1992 | Die Angst wird bleiben                                    | Manfred                    | Filme televisivo                           |
| 1993 | König der letzten Tage (also known as A King for Burning) | John of Leiden             | Filme televisivo                           |
| 1994 | Tag der Abrechnung – Der Amokläufer von Euskirchen        | Erwin Mikolajczyk          | Filme televisivo                           |
| 1994 | Jacob                                                     | Morash                     | Filme televisivo                           |
| 1994 | Die Staatsanwältin                                        | Andreas Doepke             | Filme televisivo                           |
| 1995 | The All New Alexei Sayle Show                             | Weak Moustache             | Episódio #2.3                              |
| 1995 | Prinz zu entsorgen                                        | Roman                      | Filme televisivo                           |
| 1995 | Man(n) sucht Frau                                         | Christoph                  | Filme televisivo                           |
| 1995 | Catherine the Great                                       | Mirovich                   | Filme televisivo                           |
| 1996 | Der Tourist                                               | Stephan Görner             | Filme televisivo                           |
| 1996 | Du bist nicht allein – Die Roy Black Story                | Roy Black                  | Filme televisivo                           |
| 1996 | Rosa Roth                                                 | Wietze                     | Episódio: "Nirgendwohin"                   |
| 1996 | Rex: A Cop's Best Friend                                  | Martin Wolf                | Episódio: "Der Puppenmörder"               |
| 1997 | Maître Da Costa                                           | Walter Mueller             | 2 Episódios                                |
| 1997 | Faust                                                     | Gerhardt Schulze-Leitner   | Episódio: "Villa Palermo"                  |
| 1997 | Schimanski                                                | Klaus Mandel               | Episódio: "Blutsbrüder"                    |
| 1998 | Vickys Alptraum                                           | Johnny                     | Filme televisivo                           |
| 1998 | Schock – Eine Frau in Angst                               | Kommissar Kaul             | Filme televisivo                           |
| 1998 | The Final Game                                            | Kant                       | Filme televisivo                           |
| 1998 | Rache für mein totes Kind                                 | Paul                       | Filme televisivo                           |
| 1998 | Mörderisches Erbe – Tausch mit einer Toten                | Moritz Fink                | Filme televisivo                           |
| 1999 | Dessine-moi un jouet                                      | Klaus Hermann              | Filme televisivo                           |
| 2000 | The Beast (also known as Das Teufelsweib)                 | Herbert Fink               | Filme televisivo                           |
| 2001 | Engel sucht Flügel                                        | Caspari                    | Filme televisivo                           |
| 2001 | Riekes Liebe                                              | Ice dancing coach Karlhoff | Filme televisivo                           |
| 2001 | Der Tanz mit dem Teufel                                   | Dieter Cilov               | Filme televisivo                           |
| 2002 | Dienstreise – Was für eine Nacht                          | Klaus-Dieter Lehmann       | Filme televisivo                           |
| 2002 | Weihnachtsmann gesucht                                    | Johannes Böhmke            | Filme televisivo                           |
| 2003 | Jagd auf den Flammenmann                                  | Brisky                     | Filme televisivo                           |
| 2003 | Der Mörder ist unter uns (also known as Der Fall Gehring) | Martin Bach                | Filme televisivo                           |
| 2003 | Zwei Tage Hoffnung                                        | Michael Berg               | Filme televisivo                           |
| 2003 | Jennerwein                                                | Pföderl                    | Filme televisivo                           |
| 2003 | Tigeraugen sehen besser                                   | Dr. Thilo Rylow            | Filme televisivo                           |
| 2004 | Scheidungsopfer Mann                                      | Benedikt von Arn           | Filme televisivo                           |
| 2004 | Mörderische Suche                                         | Richard Benedek            | Filme televisivo                           |
| 2004 | Schöne Witwen küssen besser                               | Jean-France                | Filme televisivo                           |
| 2005 | Die Patriarchin                                           | Wolf Sevening              | 3 Episódios                                |
| 2005 | Der Elefant: Mord verjährt nie                            | Richard Seemann            | Episódio: "Verlorene Jahre"                |
| 2006 | SOKO Rhein-Main                                           | Andreas Senner             | Episódio: "Schuld und Sühne"               |
| 2006 | Polizeiruf 110                                            | Dr. Juris Gríns            | Episódio: "Die Lettin und ihr Lover"       |
| 2006 | Stolberg                                                  | Paul Büttner               | Episódio: "Kreuzbube"                      |
| 2006 | Tatort                                                    | Prof. Robert Henze         | Episódio: "Schlaflos in Weimar"            |
| 2006 | Franziskas Gespür für Männer                              | Karl Löwen                 | Filme televisivo                           |
| 2007 | Der Staatsanwalt                                          | Dr. Claudius Tressen       | Episódio: "Glückskinder"                   |
| 2007 | Der letzte Zeuge                                          | Dr. Martin York            | Episódio: "Martinspassion"                 |
| 2007 | Unter Verdacht                                            | Thomas Sell                | Episódio: "Hase and Igel"                  |
| 2007 | Die Zürcher Verlobung – Drehbuch zur Liebe                | Frank "Büffel" Arbogast    | Filme televisivo                           |
| 2007 | Die Verzauberung                                          | Dr. Helmut Bahr            | Filme televisivo                           |
| 2008 | Das Geheimnis im Wald                                     | Hans Kortmann              | Filme televisivo                           |
| 2008 | Todsünde                                                  | Sebastian Flies            | Filme televisivo                           |
| 2008 | Das jüngste Gericht                                       | Peters                     | Filme televisivo                           |
| 2008 | Die Anwälte                                               | Herbert Jahn               | Episódio: "Leben und Tod"                  |
| 2008 | Tatort                                                    | Gerd Weißenbach            | Episódio: "Liebeswirren"                   |
| 2013 | Saturday Night Live                                       | Host                       | Episódio: "Christoph Waltz/Alabama Shakes" |
| 2023 | O Consultor                                               | Regus Patoff               | 8 Episódios                                |